# بيتر جون هنت
بيتر جون هنت (بالإنجليزية: Peter John Hunt)‏ هو شخصية أعمال بريطاني، ولد في 1 يوليو 1933 في ريدنغ في المملكة المتحدة، وتوفي في 8 ديسمبر 1997.